# Sony Ericsson K850i
De Sony Ericsson K850i, uitgebracht op 14 juni 2007, is een mobiele telefoon van Sony Ericsson.

## Sony Ericsson K850i
Het toestel is een verbeterde versie van de Sony Ericsson K810i. De K850i beschikt over een 2,2 inches tft-lcd-scherm met een QVGA-resolutie van 320x240 pixels en 262 144 kleuren, de afmetingen zijn 102 × 48 × 17 mm en het gewicht bedraagt 118g. Net zoals zijn voorganger draagt de telefoon het Cyber-Shot™ merk en beschikt over een ingebouwde digitale camera met autofocus en met Xenon flash die geschikt is om een foto te maken van vijf megapixel. Het multimedia-menu lijkt op het menu van de PSP/PS3, en op het nieuwe Walkman 3.0 menu van Sony Ericsson. De K850i beschikt over een RDS FM-radio en over een accelerometer die het scherm automatisch laat roteren, om afbeeldingen en videos te bekijken. Ook in het multimedia menu werkt deze functie. De K850i is een directe concurrent van de Nokia N82. De K850i heeft een tweede camera rechts op de voorkant (zie foto) voor de visiofonie.

## Telefooneigenschappen
- 3G visiofonie (met behulp van de tweede camera (vooraan))
- Bluetooth 2.0
- 3G internetconnectie
- TrackID
- Cyber-Shot™ camera
- RDS FM-radio
- Mediaplayer (gebaseerd op de nieuwe Walkman 3.0 mediaplayer van Sony Ericsson)
- Java™

## Varianten
- K850i voor internationale markt (UMTS / HSDPA Tri Band: UMTS 850, UMTS 1900, UMTS 2100; GSM / GPRS / EDGE quad band GSM 850, GSM 900, GSM 1800, GSM 1900)
- K858c voor China (reduced to GSM/GPRS/EDGE 900/1800/1900)

## Specificaties
- Cyber-Shot™ 5 Mpx met autofocus en Xenon flash
- Tweede voorcamera (VGA)
- Digitale zoom 16x
- BestPict™, PhotoFix, Pictbridge
- Videoopname: QVGA (320x240) 30fps
- Scherm: 262 144 kleuren, tft, 240x320 pixels, 2,2"
- UMTS/HSDPA 850/1900/2100 - gsm/GPRS/EDGE 850/900/1800/1900
- Intern geheugen: 40 MB - Memory Stick Micro™(M2™ EN SanDisk Micro SD™/Transflash™)
- Talk time gsm/UMTS: tot 9 uur/ 3 uur
- Standby time gsm/UMTS: tot 400 uur/350 uur
- Beschikbare kleuren: Luminous green, velvet blue, Quicksilver black
- Beschikbaarheid: Q4 van 2007

Ontwikkelt onder de naam "Sofia"